# Subsimplicia
Subsimplicia är ett släkte av fjärilar. Subsimplicia ingår i familjen nattflyn.
Kladogram enligt Catalogue of Life:
| Subsimplicia | \| \| Subsimplicia iodes \| \| \| \| \| \| Subsimplicia punctilinea \| \| \| \| |
|              | \| \| Subsimplicia iodes \| \| \| \| \| \| Subsimplicia punctilinea \| \| \| \| |
|              | Subsimplicia iodes                                                              |
|              |                                                                                 |
|              | Subsimplicia punctilinea                                                        |
|              |                                                                                 |